# Desmond Chiam

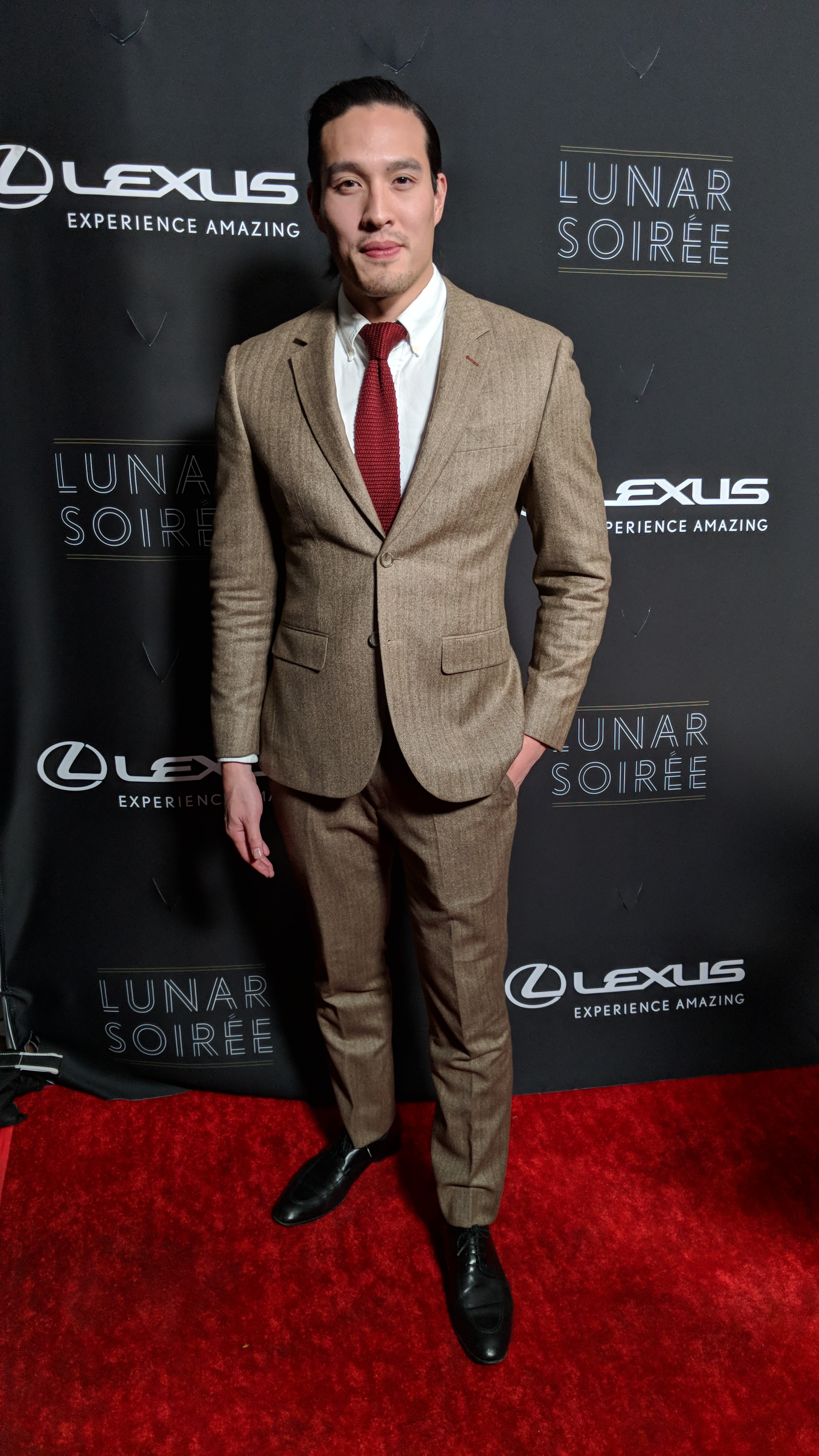
Desmond Chiam

Desmond Chiam (* 30. Juli 1987 in Melbourne, Victoria) ist ein australischer Schauspieler. Bekanntheit erlangte er vor allem durch seine Rollen aus den Serien The Shannara Chronicles und The Falcon and the Winter Soldier.

## Leben und Karriere
Desmond Chiam wurde in Melbourne geboren. Er ist chinesisch-singapurischer Abstammung. Seine Kindheit verbrachten er und seine Schwester abwechselnd in Melbourne und in Singapur, wo sein Vater arbeitete. Nach dem Schulabschluss nahm er, auch auf Wunsch seiner Eltern, in seiner Heimatstadt an der University of Melbourne zunächst ein Jurastudium auf. Als er es abgeschlossen hatte, arbeitete er für einige Monate als Anwalt, fand allerdings keine Freude an seiner Tätigkeit und wollte stattdessen sein Glück als Schauspieler versuchen. Erste Erfahrungen hatte er zuvor bei Schulaufführungen sowie in Werbespots gesammelt, für die er sich bewarb, um seine Studienschulden abbezahlen zu können. Er fand schließlich eine Schauspielagentur in seiner Heimat, die sich speziell um auf die Vermittlung asiatischstämmiger Schauspieler spezialisiert hatte. Nachdem er als Schauspieler in seiner Heimat Fuß gefasst hatte, nahm er in den Vereinigten Staaten an der University of Southern California ein Masterstudium als Drehbuchautor auf. Während seiner Studienzeit verbrachte er bereits ein Austauschjahr in Kalifornien an der University of California, Irvine. Seitdem lebt er in den Vereinigten Staaten.
Chiam war erstmals 2007 im Film The Home Song Stories vor der Kamera zu sehen. Anschließend folgten zunächst Rollen in Kurzfilmen, bevor er Gastrollen in den australischen Serienproduktionen Nachbarn, Better Man, Offspring und We, the Band erhielt. Nachdem er in die USA zog, trat er zunächst in den Serien Bones – Die Knochenjägerin, Navy CIS: L.A. und Con Man auf. 2017 übernahm er in der in Neuseeland produzierten Serie The Shannara Chronicles als General Riga eine Nebenrolle in der zweiten Staffel, wodurch ein größeres Publikum auf ihn aufmerksam wurde. 2019 stellte Chiam als Jethro in der Serie Now Apocalypse erneut eine Nebenrolle dar und war überdies hinaus als Det. Wyatt Cole in einer zentralen Rolle in der französisch-US-amerikanische-Serien-Co-Produktion Reef Break zu sehen. 2021 übernahm er in der Miniserie The Falcon and the Winter Soldier, die Teil des Marvel Cinematic Universe ist, eine wiederkehrende Rolle als Dovich.

## Persönliches
Chiam ist verheiratet und lebt mit seiner Frau, die er während seiner Zeit an der UC Irvine kennenlernte, in Los Angeles. Er ist ausgebildeter Tänzer und Breakdancer.

## Filmografie (Auswahl)
- 2007: The Home Song Stories
- 2009: Yours Truly (Kurzfilm)
- 2011: Tough (Kurzfilm)
- 2012: Nachbarn (Neighbors, Fernsehserie, eine Episode)
- 2013: Better Man (Fernsehserie, Episode 1x02)
- 2013: Offspring (Fernsehserie, Episode 4x12)
- 2015: We, the Band (Fernsehserie, Episode 1x01)
- 2016: Bones – Die Knochenjägerin (Bones, Fernsehserie, Episode 11x21)
- 2016: Navy CIS: L.A. (NCIS: Los Angeles, Fernsehserie, Episode 8x04)
- 2016: Con Man (Fernsehserie, Episode 2x06)
- 2016: Molotov Cocktail (Kurzfilm)
- 2017: The Shannara Chronicles (Fernsehserie, 7 Episoden)
- 2018: Hawaii Five-0 (Fernsehserie, Episode 8x17)
- 2018: Asian Bachelorette 2 (Kurzfilm)
- 2019: Now Apocalypse (Fernsehserie, 6 Episoden)
- 2019: Empty by Design
- 2019: Reef Break (Fernsehserie, 13 Episoden)
- 2020: Magic Camp
- 2021: The Falcon and the Winter Soldier (Fernsehserie, 6 Episoden)
- 2021: Hot Mess Holiday
- seit 2021: With Love (Fernsehserie)
- 2023: So Help Me Todd (Fernsehserie)
- 2024: Five Blind Dates